# Hacienda Heights
Hacienda Heights – miejscowość spisowa (obszar niemunicypalny) w Stanach Zjednoczonych, w stanie Kalifornia, w hrabstwie Los Angeles. 
Wchodzi w skład obszaru metropolitalnego Los Angeles.
Z Hacienda Heights pochodzi Fergie, amerykańska piosenkarka R&B i pop oraz autorka tekstów muzycznych.